# 陳豫
陳豫，字立卿，陳瑄之孫，平江伯。明朝軍事將領。
其為陳瑄之孫，繼承爵位。正統末年，福建沙縣民變，其以副總兵身份跟從寧陽侯陳懋分兵討伐平定，后晋封侯爵。也先進攻明朝時，其出關鎮守臨清，并建立城堡訓練士兵、撫恤百姓。次年召還，父老鄉親請求留任，后從之。景泰五年，山東饑荒，其奉旨賑災撫恤。后任南京守備官。天順年間召還，七年去世。贈黟國公，謚莊敏。